# Datel císařský
Datel císařský (Campephilus imperialis) je velký druh šplhavce z čeledi datlovitých.

## Taxonomie
Datel císařský nevytváří žádný poddruh. Patří k rodu Campephilus, kam patří i jeho příbuzný datel knížecí (Campephilus principalis).

## Popis
Datel císařský je největší druh datla na světě, měří na délku 56 – 60 cm, velikostí mu konkuruje datel břidlicový a datel knížecí. Stejně jako u datla knížecího, i u datla císařského je vyvinut pohlavní dimorfismus. Samci jsou černě zbarvení, na hlavě mají červenou chocholku, bílé ruční letky a na rozdíl od samců datla knížecího nemají bílé pruhy, které vedou ke krku a ke tvářím. Samice také nemají bílé pruhy na krku a tvářích, zato mají chocholku stočenou dopředu. Obě pohlaví mají slonovinově zbarvený zobák.

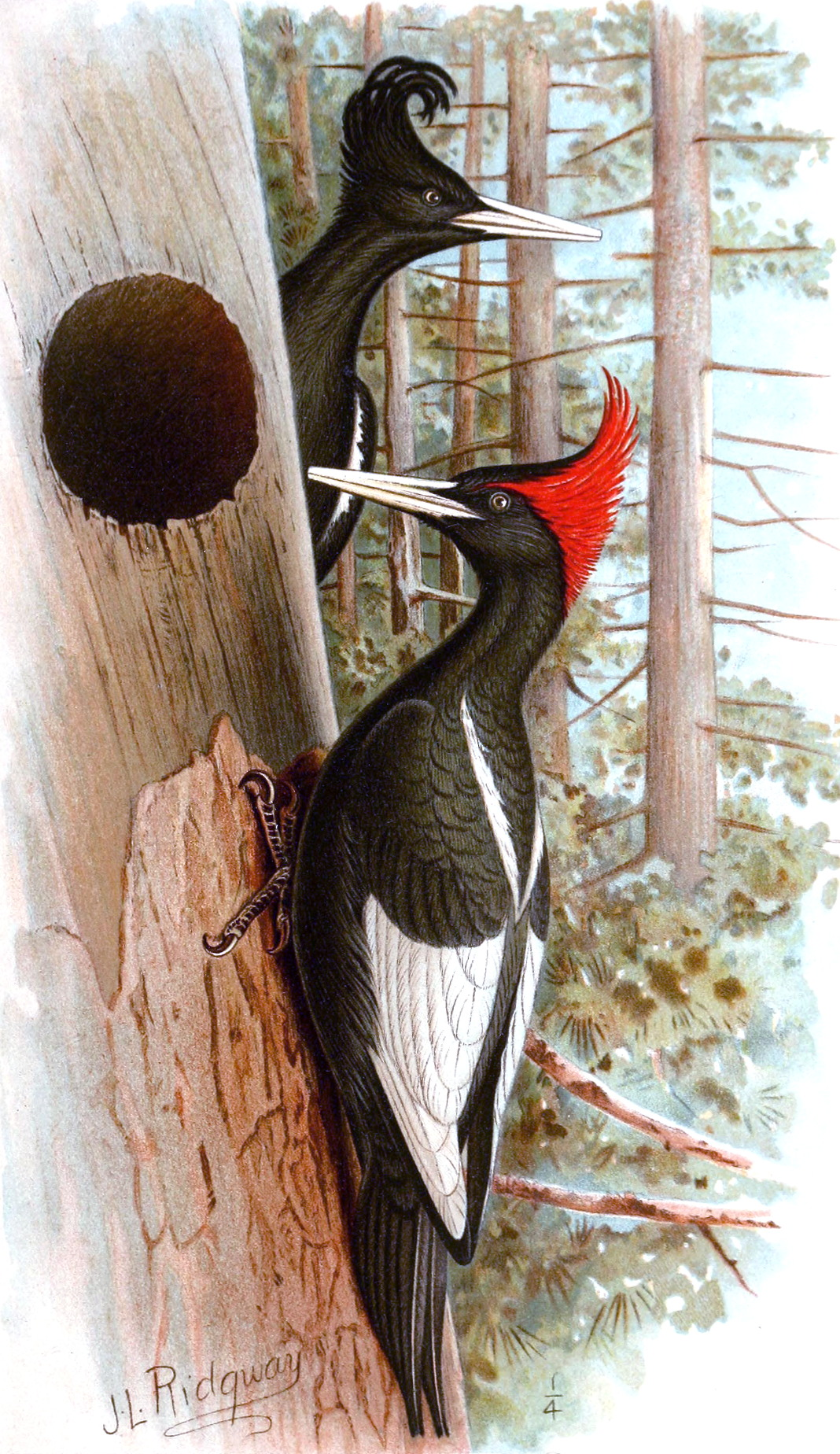
Pár datlů císařských u hnízdní dutiny

## Rozšíření
Datel císařský se vyskytuje v Mexiku v pohoří Sierra Madre Occidental.

## Biotop
Datel císařský žije většinou v horských jehličnatých lesích v nadmořských výškách 2100 – 2700 m n. m., a to ve stromech druhů Pinus durangensis, Pinus ayacahuite, Pinus taeda a Pinus montezumae, tedy borových lesích. Ale také dává přednost dubům.

## Chování
Datel císařský se rozmnožuje od února do června. Klade jedno nebo čtyři vejce. Datel císařský se živí larvami hmyzu ze stromů. Pár potřebuje k přežití velmi velkou plochu nedotčeného vzrostlého lesa, přibližně 25 km².